# Zsiganszki evenki nemzetiségi járás

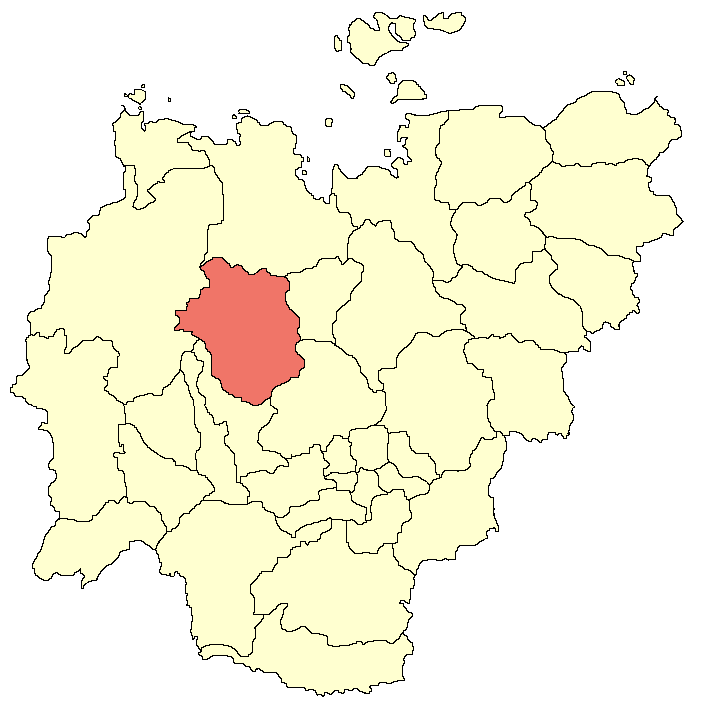
A Zsiganszki evenki nemzetiségi járás Jakutföldön

A Zsiganszki evenki nemzetiségi járás (oroszul Жиганский национальный эвенкийский район, jakut nyelven Эдьигээн улууһа) Oroszország egyik járása Jakutföldön. Székhelye Zsiganszk.

## Népesség
- 1989-ben 5678 lakosa volt, melynek 31,8%-a evenk, 30,8%-a jakut, 28,7%-a orosz, 0,8%-a even.
- 2002-ben 4312 lakosa volt, melyből 2046 evenk (47,45%), 1445 jakut (33,51%), 619 orosz (14,36%), 63 even (1,46%), 52 ukrán (1,21%), a többi más nemzetiségű.
- 2010-ben 4296 lakosa volt, melyből 2362 evenk, 1199 jakut, 549 orosz, 51 even, 49 ukrán stb.